# مجيد أنصاري
مجيد أنصاري (بالفارسية: مجید انصاری) هو سياسي إيراني، ولد في 1950 بكرمان في إيران. حزبياً، نشط في مجمع علماء الدين المجاهدين. وقد انتخب عضو مجلس الشورى الإسلامي.